# Motoros sárkányrepülés
A motoros sárkányrepülés a gyalogosan hegyről, vagy csörlőzéssel indított gyalogos sárkányrepülés továbbfejlődött változata.
A fejlődést a motorizáció adta, mely már megjelent a gyalog sárkányozás esetében is, ott még mint kis teljesítményű segéd-motoros gyalogsárkányról beszélhettünk.
A nagyobb fejlődési különbség, hogy az ún. motoros sárkányok már egy trájkra, azaz 3 kerekű alumínium szerkezetekre szerelt nagyobb teljesítményű benzinmotoros megható légcsavaros egységgel rendelkeznek, amelyben a pilóta (és utasa ) a sárkány szárny alatt függesztve helyezkedik el. Ezt hívjuk inka szerkezetnek. A motoros sárkány szárny kormányzása is a sárkány szárnyhoz viszonyított súlypontáthelyezéssel valósul meg.
Esetünkben a pilótának a háromszögkormányrúdon keresztül az egész függő trájk, és a saját súlyát kell kibillentenie a szárny repülési alapállapotából és így irányítania a kormányzással. A szerkezetben nincs kormány-áttétel így tehát a kormányzási erők az összes felszálló tömegtől és a szárny felületétől és aerodinamikai tulajdonságaitól (például: méret, profilforma) és a légköri viszonyoktól (szél, turbulencia, termik) függenek.

## A 3 fő egység
- Sárkány szárny,
- Trájk,
- Motor és légcsavar

Nemcsak a motorizációval fejlődött a sárkányozás, hanem a szárnyak fejlesztéseivel is.
A sárkány szárnyban több, „beépített védelem” garantálja a biztonságos repülést, ezek:
- „S” profil (jó vitorlázó képesség)
- Latnihúrok (hanyatt esés, szárny ballonosodás megakadályozása)
- Szárnyvég határoló rudak (ezek a rudak sárkányrepülő gép átesési sebesség elérése esetén átlag kb. 40 m-es zuhanás ideje alatt megnövekvő sebesség miatt visszadöntik a szárnyat és a trájkot vízszintes repülési sikló pályára.)

A profilok változatossága és a változó méretek más és más aerodinamikai tulajdonságokkal ruházzák fel a sárkányrepülő szárnyait.
Általánosságban elmondható, hogy mint más repülőgép esetében is, itt is nagyon fontos az összes felszálló tömeg-szárny felület aránya. Minél kisebb a szárny felülete adott súlynál, általában annál kisebb kormányerővel irányítható a sárkányrepülő.

## Kedvelt szerkezeti kialakítások
1 személyes sárkányrepülő esetén a 14-15 mm2-es szárnyak (BB-01 Bence, C15 sexy, topless)
2 személy esetén a 16-19 mm2 (C17, CXM, BB02-Serpa, BB03-TRYA) (magyar gyártók)
A trájkok
A nevének megfelelően 3 kerekű, háromszög elrendezésű, orrfutós, alumínium-magnézium ötvözetből álló könnyű rácsos szerkezetek, melyeket a pilótát, az utast, és a meghajtó egységet fogják össze és a szárnyhoz kapcsolódnak.
A motoros sárkányrepülő földön való irányítását a pilóta az elöl elhelyezkedő orrfutó lábkormányzásával valósítja meg. A levegőben pedig a „háromszögrúddal” irányítja a sárkányrepülőt.
A trájk maga lehet:
-Nyitott trájk: burkolat nélküli, ezt a verziót a minimális súly végett szeretik
-Normál trájk: a rács- szerkezetet egy felülről nyitott géptest, ún. „bálna” fedi. Ezen géptest anyaga jellemzően kompozit műanyag, melyen szélterelőként plexi van a trájk orrkúpjára építve. Ez a légterelési tulajdonságaival kedvezőbb a fentinél.
-Zárt burkolt trájk: kevésbé elterjedt forma, itt a trájkot felülről nagyobb, kinyitható, oldalt a háromszögkormánynál nyitott plexivel szerelik fel, hogy télen, hidegben ne érje szél a pilótát és utasát.
Ez utóbbi zárt típus kifejezetten ritka, ugyanis a szárny háromszög_kormánya "útban van". Valamint elveszi a sárkányrepülés lényegét, hogy nem egy zárt kabinban repülünk, hanem szabadon körülölel a levegő, a menetszél a pilótát és az utast egyaránt, a felhők és az elemek karnyújtásnyira vannak tőlünk. Nem is beszélve a szabad kilátás nyújtotta látványt, és szabadság-érzet élményt.
A hideg ellen kisebb-nagyobb, megfelelő magasságban elhelyezett plexi darabok elhelyezésével és a trájk orrkúpjának szigetelésével, valamint az orrkúpba elhelyezett motorhűtővíz fűtőtestbe keringtetéssel lehet védekezni.
Általánosságban elterjedtebb módszer beöltözni pufajkába, és megfelelő többrétegű téli ruhaneműt használni.
A nyitott trájk miatt a pilóta és utasa bukósisakban ül többpontos biztonsági övvel a trájk üléseihez kötve.
A motorzaj miatt a pilóta és az utas a bukósisakba beépített headszettel, úgymond  intecomon keresztül beszélget egymással, illetve ezen keresztül a szintén az interkomba bekötött reprádió AM frekvenciájú sávján is a többi repülővel és földi irányítókkal.
A motoros sárkányrepülő trájkja könnyen, gyorsan (kb. 20 perc alatt leszerelhető a szárnyról, és a szárny szétszerelésével (kb. 30 perc-1 óra) és becsomagolásával máris szállítható kisebb utánfutón is személyautóval, majd a következő helyszínen ugyanennyi idő alatt aránylag gyorsan, és BÁRHOL, bármilyen megfelelő talajon, (betonterület, megfelelő rét, kaszáló) összeépíthető és újra repülhető. Ezen tények szintén hozzájárultak a motoros sárkány elterjedésében, népszerűségében.
A motoros sárkányrepülés kezdetben a hazai gyalog sárkányos egyletek klubtagjaiból, egykori honvédségi pilótákból, és hasonló érdeklődésű körökből, repülést szerető, vagy addig csak repülésért rajongó emberekből állt, akik megunták a gyalogsárkány cipelését a magas starthelyekre, és saját erőből szerettek volna akár a rétekről felszállni, és szabadon repülni. Ekkor nyugati mintára először gépészek és rep-mérnökök a házi garázs-műhelyeikben kezdtek maguknak Al-Mg csövekből Trabant motorral és saját légcsavarokkal trájkokat és szárnyakat készíteni, amelyek már alkalmasak voltak a biztonságos repülésre, hívhatjuk őket az "Ős" trájkoknak, azt a kort pedig a pilóták "hőskor"-nak emlegetik.

## Magyarországi sárkányrepülő-gyártás
A hivatalos motoros sárkányrepülő gyártás 1981-ben kezdődött: a lanyhuló államhatalom nem akadályozta már, hogy nyugati mintára egy csapatnyi elszánt lelkes sárkányos élükön Molnár Zoltánnal megalakítotsa a Halley Kft.-t. Itthon ők kezdték gyártani az első hivatalosan is használható, Ultrakönnyű repülőgépet, a motoros sárkányrepülőket. Az Egri székhelyű cég Apolló néven kezdte gyártani trájkjaiat, melyekben a kezdetekben Trabant, Horizont és Rotax motorok adták a hajtást. A cég saját S-profilú szárnyakat varrt. Hivatalosan minősítették a motoros sárkányrepülőiket, ezzel engedélyt kaptak a felszállásra.
Velük együtt indult Bogdola János, aki kisebb házi manufaktúraként Bajai székhellyel kezdett motoros sárkányrepülőket gyártani, s a két cég kiváló minőségű, és megbízható termékeivel vált világszerte ismertté.

## Magyarországi szabályok
A motoros sárkányosok még a rendszerváltás előtt elérték, hogy hazánkban is megszülessenek a nemzetközileg is szabályzott Ultrakönnyű repülés szabályai. Ez annyit tesz, hogy az ultrakönnyű repülő szerkezettel rendelkezők szabadon használhatják a gépeiket repülésre bizonyos kritériumok alapján, és a nagygépes repülésre vonatkozó szabályok, nem teljesen, vagy nem mindig kötelezőek rájuk.
Különbségek a nagygépes repülés szabályaihoz képest:
- Nem ellenőrzött légtérben szabadon repülhetnek, nem kötelesek előre bejelenteni a repülésüket, nem kötelesek reptervet leadni a kisgépes földi irányításnak, és számukra a repsávos rádió használata sem kötelező.

Berepülhetnek azonban ellenőrzött légtérbe is, de ilyenkor kötelező számukra is a repsávos rádió használata, és távrepülés esetén ajánlatos leadni az irányítónak reptervet, majd rádión bejelentkezni és kommunikálni útközben az irányítóval és a többi repülővel. Cserébe a motoros sárkányos nincs egyedül, hanem számára is él a földi mentési szolgálat baj esetén, és hamarabb megtalálják őt.
Napjainkban a legtöbb motoros sárkányrepülő valamely sportreptér klubjának a tagja, és gépét a reptér hangárjaiban tartják, nyitott állapotban. Léteznek kisebb klubok, társulások is, amelyek kisebb reptereket kisebb hangárokat építettek, és onnan szállnak fel-le.
A motoros sárkányok is jellemzően a Magyar Motoros könnyűrepülő-szövetség tagjai, így a gépekre megfelelő biztosítással, és megfelelő jogosítvánnyal (ún. A1, A2, PPL1, PPL azaz sportpilóta jogosítvánnyal rendelkeznek.)
Akadnak olyanok is, akik sárkányukat szétszerelve, a garázsban tárolják, és egy közeli helyről, rétről, vagy szomszédos reptérről szállnak le-fel.
Az országszerte elszórtan lakó és tevékenykedő sárkányosok több helyszínen évente többször találkozót szerveznek, és már útközben is, a helyszínen is együtt, kötelékben repülnek.
A magyarországi motoros sárkányrepülő férfiak és nők számos hazai és külföldi ultrakönnyű repülő versenyeken vettek részt az évek során.
Külföldi légi bemutatókkal is több csapat bizonyított már, mint például a MAC team, amelyik Abu dhabiban a Maidan lóverseny pálya avatásakor húzta a csillagszórót az égen, és ezzel bekerült többek közt a National Geographic tv-filmjébe is.